# 孙永华
孙永华（1976年—），男，湖北仙桃人，中国发育生物学与生物技术学家，中国科学院水生生物研究所研究员、博士生导师，国家水生生物种质资源库主任，国家斑马鱼资源中心主任。国家优秀青年科学基金和国家杰出青年科学基金获得者。

## 生平
孙永华先后毕业于武汉大学和中国科学院研究生院。